# Rodrigo García
Rodrigo García Barcha (Bogotá, 24 de agosto de 1959) é um cineasta colombiano.
Filho do escritor Gabriel Garcia Marquez e Mercedes Barcha Pardo, cresceu no México e reside desde 1987 nos Estados Unidos.
Trabalhou como cinegrafista e diretor de fotografia em alguns filmes como Gia, The Birdcage e Grandes Esperanças.
Como diretor, trabalhou em vários episódios de seriados de televisão como Six Feet Under, Carnivàle, The Sopranos e Big Love. Como um dos produtores e roteiristas de In Treatment recebeu o prêmio Writers Guild of America Award de 2009. Em cinema estreou em 2000 com Things You Can Tell Just by Looking at Her.

## Filmografia cinema
- 2011 - Albert Nobbs
- 2009 - Mother and Child
- 2008 - Passengers (br: Passageiros)
- 2005 - Nine Lives (br: Questão de Vida)
- 2001 - Ten Tiny Love Stories
- 2000 - Things You Can Tell Just by Looking at Her (br: Coisas Que Você Pode Dizer Só de Olhar Para Ela)